# پیتر روکا
پیتر روکا (به انگلیسی: Peter Rocca) (زادهٔ ۲۷ ژوئیهٔ ۱۹۵۷) شناگر اهل ایالات متحده آمریکا است.